# Minekatastrofen på Holmen
Minekatastrofen på Holmen var en ulykke, der skete den 23. november 1951, hvor der udbrød brand på Holmen i København i en træbygning, der tilhørte Søminevæsenet.
Brandvæsenet var ikke informeret om, at den brændende bygning indeholdt 11 søminer.
Kl. 22.53 eksploderede minerne (med 4700 kilo trotyl) med en kraft, der lagde store dele af Batteriet Quintus øde.
Ved eksplosionen omkom 16 personer heraf 11 brandmænd fra Københavns Brandvæsen, 3 reddere fra Falcks Redningskorps samt 2 af søværnets ansatte, 62 personer blev såret.